# أوليفر بولمان
أوليفر ميريديث بون بولمان (بالإنجليزية: Oliver Bulman)‏ (20 مايو 1902 – 18 شباط / فبراير 1974) هو إحاثي بريطاني. كان أستاذ الجيولوجيا في جامعة كامبريدج.

## النشأة
وُلد أوليفر في تشيلسي للفنان هنري هربرت بولمان وزوجته بياتريس إليزابيث بون. وكان الثاني من ثلاثة أطفال.

## التعليم
دخل المدرسة الثانوية في باترسي في عام 1910، وكان يرغب في دراسة الجيولوجيا، التي لم تكن تُدرّس المدرسة، ثم أصبح طالباً في تشيلسي البوليتكنيك. وحصل على منحة دراسية في جامعة لندن عام 1920 ذهب إلى الكلية الملكية لدراسة الجيولوجيا وعلم الحيوان. وتخرج مع درجة من الدرجة الأولى البكالوريوس في الجيولوجيا في عام 1923. ذهب إلى درجة الدكتوراه بالاشتراك مع جيمس ستبليفيلد حول حقب الحياة القديمة في ريكن حي من شروبشاير في عام 1926.

## مرتبة الشرف
انتخب لزمالة الجمعية الملكية في عام 1940 وكان رئيس قسم الجيولوجيا في الرابطة البريطانية، جمعبة الباليونتولوجي (1960-62) الجمعية الجيولوجية في لندن (1962-4) ومجتمع علم الأحياء القديمة (1971-4). وفي عام 1953 منحته الجمعية الجيولوجية ميدالية ليل.

## الحياة الخاصة
في عام 1938 تزوج مارغريت فيرنسايدز ابنة ويليام فيرنسايدز، أستاذ الجيولوجيا في شيفيلد. كان لديهم ابن وثلاث بنات. توفي في منزله في كامبريدج في عام 1974.